# Azeglio Vicini
Azeglio Vicini (ur. 20 marca 1933 w Cesenie, zm. 30 stycznia 2018 w Brescii) – włoski piłkarz i trener. W latach 1986–1991 selekcjoner reprezentacji Włoch.
Karierę trenerską rozpoczynał w klubie, w którym kończył karierę piłkarską, czyli Brescii Calcio. Drużynę tę trenował bez powodzenia w sezonie 1967/1968. Od 1975 był związany z włoską federacją piłkarską. W latach 1975–1976 prowadził ekipę U-21, następnie przez 10 lat reprezentację U-23. Po mistrzostwach świata 1986 w Meksyku został mianowany selekcjonerem pierwszej reprezentacji i doszedł z nią do półfinału Euro 88, w którym po dramatycznym meczu Włosi przegrali 0:2 z reprezentacją ZSRR. Zajął 3. miejsce w mistrzostwach świata 1990 (porażka dopiero po rzutach karnych z Argentyną w półfinale i wygrana 2:1 z Anglią w meczu o trzecie miejsce). Po nieudanym początku kwalifikacji do kolejnych Mistrzostw Europy 1992 Vicini w 1991 został zwolniony, a jego następcą został Arrigo Sacchi. Później bez większych sukcesów prowadził jeszcze ekipy AC Cesena (1992–1993) i Udinese Calcio (1993–1994). W sezonie 1995/1996 był asystentem trenera w Brescii.